# Jijel (tỉnh)
Jijel (tiếng Ả Rập: ولاية جيجل ) là một tỉnh ở Algérie, bên bờ đông Địa Trung Hải. Tỉnh lỵ là Jijel (Roma Igilgili). Vườn quốc gia Taza tọa lạc ở tỉnh này.

## Các đơn vị hành chính
Tỉnh này gồm 11 huyện và 28 đô thị. Các huyện bao gồm:
- El Aouana
- Ziama Mansouriah
- Djimla
- Texenna
- Taher
- Chekfa
- El Ancer
- Sidi Maârouf
- El Milia
- Settara
- Jijel